# Amy Van Dyken
Amy Van Dyken (ur. 15 lutego 1973 w Denver w Kolorado) – amerykańska pływaczka, sześciokrotna mistrzyni olimpijska, trzykrotna mistrzyni świata i była rekordzistka globu.

## Kariera pływacka
Specjalizowała się w wyścigach sprinterskich, zwłaszcza w stylu dowolnym. Największe sukcesy odnosiła na igrzyskach w Atlancie, gdzie zdobyła cztery złote medale, po dwa w konkurencjach indywidualnych i sztafetach. Cztery lata później ponownie była częścią zwycięskich amerykańskich sztafet. Wielokrotnie była medalistką mistrzostw świata na długim basenie (złoto na 50 m kraulem w 1998) oraz igrzysk panamerykańskich.

## Wypadek
Na początku czerwca 2014 roku uległa wypadkowi na quadzie i doznała urazu kręgosłupa, w wyniku którego została sparaliżowana od pasa w dół.